# Jati Mulyo II
Jati Mulyo II is een bestuurslaag in het regentschap Ogan Komering Ulu van de provincie Zuid-Sumatra, Indonesië. Jati Mulyo II telt 2941 inwoners (volkstelling 2010).